# Phtonos
Dans la mythologie grecque, Phtonos (en grec ancien Φθόνος / Phthónos), apparemment né d'Aphrodite comme les autres érotes ou de Nyx et d'Érèbe ou de Dionysos, personnifie la Jalousie, l'Envie, la Rivalité et l'Avidité. Il est, en particulier, associé aux Passions jalouses générées par l'Amour.

## Mythologie
Dans les Dionysiaques de Nonnos, Phtonos est indirectement responsable de la mort de Sémélé, ayant informé Héra de la liaison de Zeus avec la princesse. En effet, déjà jaloux de Dionysos avant la naissance de ce dernier, il commença par inciter la jalousie d’Athéna en affichant une image d’Arès vêtu d’une armure couverte de faux sang. Il provoqua aussi l’envie d’Héra face à cette grossesse, la conduisant à chercher un autre époux céleste, la déesse soupçonnant que Zeus resterait avec Sémélé. La divinité persiste à provoquer Héra et Athéna, rappelant les diverses affaires de Zeus et annonçant des exploits héroïques pour Dionysos.
Phtonos apparaît également dans l'Hymne à Apollon de Callimaque, incitant le dieu à se disputer,.
Selon Irénée, les gnostiques croyaient que le premier ange et Authadia avaient conçu les enfants Kakia (méchanceté), Zélos (émulation), Phtonos (envie), Erinnys (fureur) et Epithymia (luxure).

## Iconographie
Sur une peinture d'un vase grec, il apparaît même comme l'un des dieux ailés de l'Amour connus sous le nom d'érotes (Ἔρωτες / Ếrôtes, « les dieux de l'Amour ») figurant dans l'escorte de la déesse Aphrodite.

## Sources
- Callimaque, Hymnes [détail des éditions] (lire en ligne) (II à Apollon, 105).
- Nonnos de Panopolis, Dionysiaques [détail des éditions] [lire en ligne] (VIII, 34).
- Oppien de Corycos, Halieutiques [détail des éditions] (lire en ligne) (I, 499).